# هنري ناثانيل أندروز
هنري ناثانيل أندروز (بالإنجليزية: Henry Nathaniel Andrews)‏ هو إحاثي وعالم نبات أمريكي، ولد في 15 يونيو 1910 في ماساتشوستس في الولايات المتحدة، وتوفي في 3 مارس 2002 في كونكورد في الولايات المتحدة.